# Cosmoconus elongator
Cosmoconus elongator là một loài tò vò trong họ Ichneumonidae.